# Jüdischer Friedhof Untereubigheim

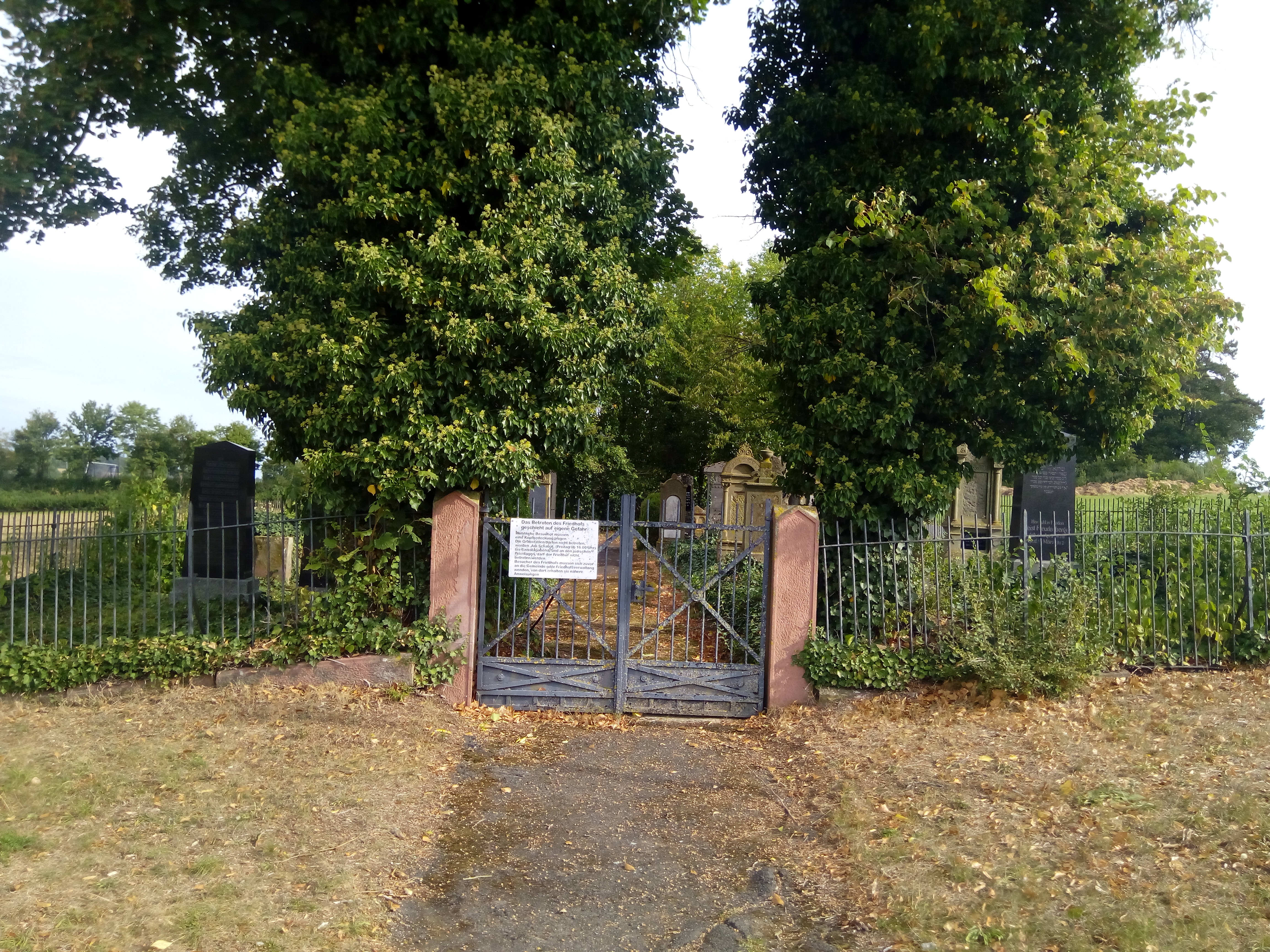
Eingang zum Jüdischen Friedhof in Eubigheim

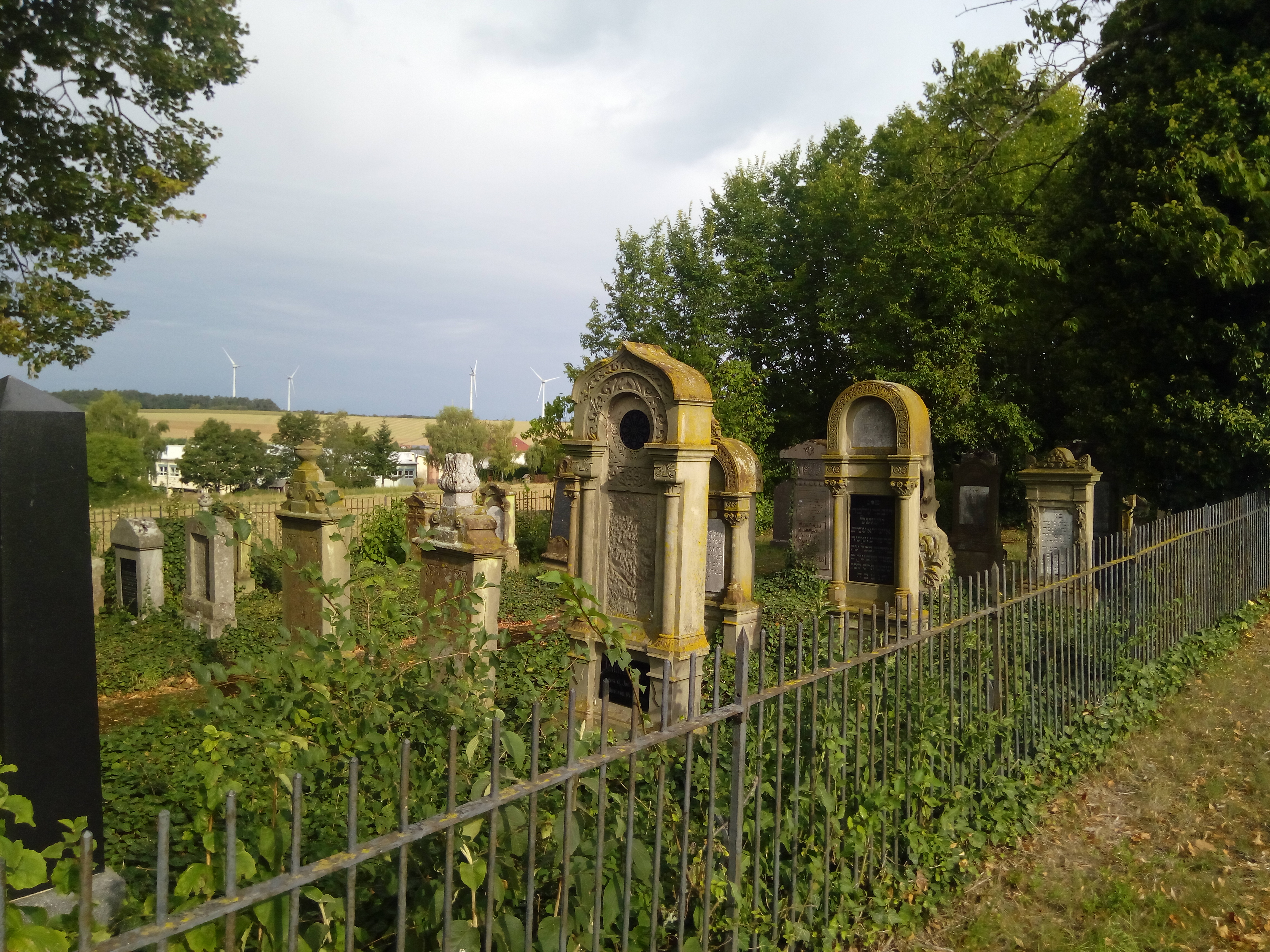
Grabsteine

Der Jüdische Friedhof Untereubigheim, auch Jüdischer Friedhof Eubigheim, ist ein jüdischer Friedhof in (Unter-)Eubigheim, einem Ortsteil der Gemeinde Ahorn im Main-Tauber-Kreis im nördlichen Baden-Württemberg. Der jüdische Friedhof ist ein Kulturdenkmal der Gemeinde Ahorn.

## Geschichte
Die Toten der Jüdischen Gemeinde Eubigheim wurden zunächst auf dem jüdischen Friedhof Bödigheim beigesetzt. Um 1850 wurde ein eigener Friedhof im Gewann Vierzehnmorgen errichtet. Der jüdische Friedhof hat eine Fläche von 4,13 Ar und heute sind noch 39 Grabsteine vorhanden. Der älteste Grabstein ist von 1880, die letzte Bestattung fand 1938 statt.
Im Jahr 1987 wurden vom Zentralarchiv zur Erforschung der Geschichte der Juden in Deutschland Fotos von allen Grabsteinen erstellt. Unter Verwendung dieser Fotos wurde 1991 eine Grunddokumentation des jüdischen Friedhofs durch das Landesamt für Denkmalpflege Baden-Württemberg erstellt.